# Walce op. 64 (Chopin)
Walce op. 64 – zbiór trzech walców Fryderyka Chopina skomponowanych w 1846, wydany w 1847 przez Brandus et Cie. Jest to jego przedostatnie opus wydane za życia.

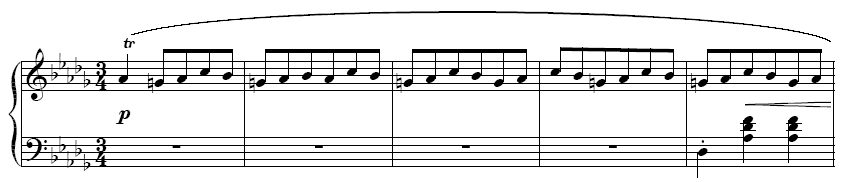
Początek Walca Minutowego

## Walc Des-dur op. 64 nr 1
Walc został zadedykowany hrabinie Delfinie Potockiej. Znany jest powszechnie jako Minutowy. Najkrótszy z Walców op. 64.

## Walc cis-moll op. 64 nr 2
Drugi Walc op. 64 Chopin zadedykował go baronowej Charlotte de Rothschild. Składa się z trzech głównych tematów:
- Temat A: tempo giusto (akordowy, w tempie spacerowym)
- Temat B: più mosso (szybszy, partia prawej ręki zapisana w ósemkach)
- Temat C: più lento (wolniejszy, w tonacji enharmonicznej Des-dur)

## Walc As-dur op. 64 nr 3
Jest ostatnim walcem Chopina opublikowanym za jego życia. Dedykowany hrabinie Katarzynie Branickiej. Walc skomponowano w tonacji As-dur. Posiada środkową część w tonacji C-dur.